# 多夫亨克 (伊久姆區)
49°1′6″N 37°19′9″E / 49.01833°N 37.31917°E

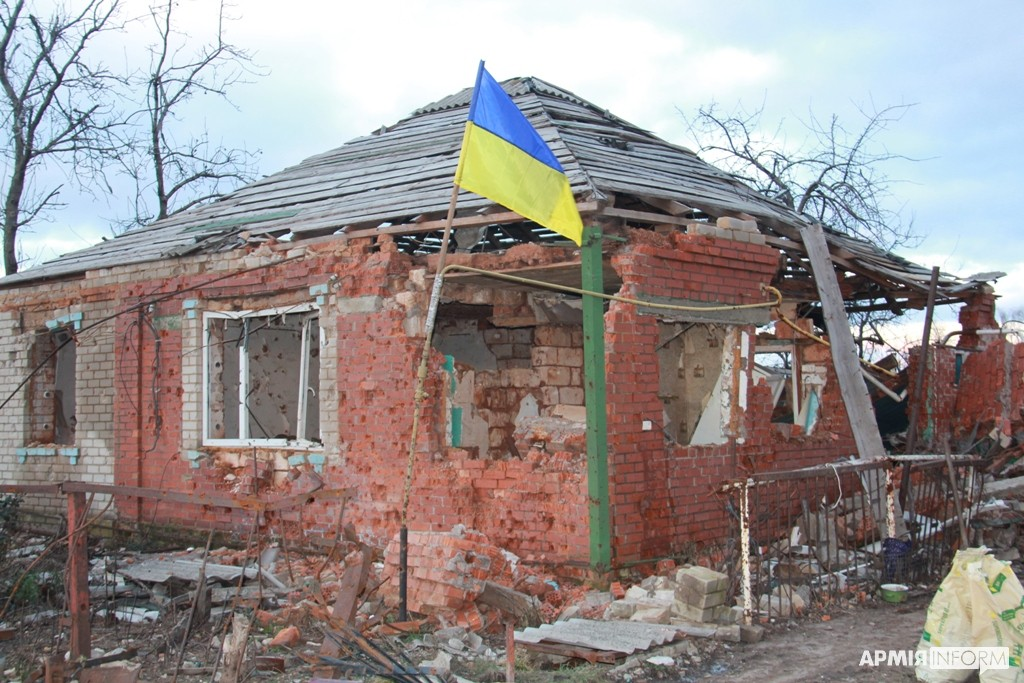
被炸毁的房屋

多夫亨克（羅馬化：Dovhenke）是位於烏克蘭東部的村莊，由哈爾科夫州伊久姆區的奧斯基爾市鎮負責管轄。該村面積2.9平方公里，海拔高度186米，2001年人口850，人口密度每平方公里293.3人。